# Hemigephyra braunsi
Hemigephyra braunsi är en tvåvingeart som först beskrevs av Krober 1931.  Hemigephyra braunsi ingår i släktet Hemigephyra och familjen stilettflugor. Inga underarter finns listade i Catalogue of Life.